# Liste der Kulturdenkmäler in Schnorbach
In der Liste der Kulturdenkmäler in Schnorbach sind alle Kulturdenkmäler der rheinland-pfälzischen Ortsgemeinde Schnorbach aufgeführt. Grundlage ist die Denkmalliste des Landes Rheinland-Pfalz (Stand: 27. Oktober 2023).

## Einzeldenkmäler
| Bezeichnung                           | Lage                                         | Baujahr | Beschreibung                                                                          | Bild                           |
| ------------------------------------- | -------------------------------------------- | ------- | ------------------------------------------------------------------------------------- | ------------------------------ |
| Katholische Pfarrkirche St. Sebastian | Hauptstraße 2 Lage                           | 1709    | langgestreckter Saalbau, 1709, Erweiterung um 1800                                    | weitere Bilder Fotos hochladen |
| Grabmal                               | Hauptstraße, bei Nr. 2 auf dem Kirchhof Lage | 1884    | Grabmal Ferres († 1884), Fiale mit Kreuzblume                                         | BW                             |
| Pfarrhaus                             | Hauptstraße 3 Lage                           | 1751    | ehemaliges Pfarrhaus; Fachwerkbau, teilweise massiv und verschiefert, bezeichnet 1751 | BW                             |
| Kriegerdenkmal                        | Hauptstraße, vor Nr. 3 Lage                  | um 1900 | Kriegerdenkmal 1870/71, Maßwerkbahnen, flankiert von zwei Kanonen und Adler, um 1900  | BW                             |